# I Topi Grigi
I Topi Grigi é um seriado italiano produzido em 1918, em oito episódios, sob direção de Emilio Ghione. Também conhecido como The Grey Rats, teve seu lançamento na Itália em março de 1918. O seriado apresenta os personagens Za-la-Vie e Za-la-Mort, criados por Emilio Ghione, e que foram constantes em vários de seus filmes.

## Sinopse
Uma invasão de ratos em Bolonha: em todas as ruas, nas paredes de cada casa se passa a ver ratos cinzento que atraem a atenção e levam o medo à população. No entanto, Za-la-Mort, herói indomável, tem encontrado maneiras de torná-los absolutamente inofensivos.

## Elenco
- Emilio Ghione - Za-la-Mort
- Kally Sambucini - Za-la-Vie
- Albert-Francis Bertoni – Grigione
- H. Fiorin – Musoduro
- Alfredo Martinelli – Leo
- Ida Carloni Talli
- Nello Carotenuto
- Sig Pasquali

## Capítulos
1. La busta nera
2. La tortura
3. Il covo
4. La rete di corda
5. La corsa al milione
6. Aristocrazia canaglia
7. Seimila volts
8. A mezza quaresima

## Personagens
Em 1914, Ghione criou o primeiro filme com sua personagem Za La Mort, interpretada por Nelly La Gigolette, que foi um grande sucesso. Após este sucesso e sua mudança para a Tiber Film, Ghione criou uma sequência chamada Za La Mort (1915), que desenvolveu o personagem e introduziu um companheiro, Za La Vie, interpretado por Kally Sambucini. Ghione criou um total de treze filmes com Za La Mort e três seriados entre 1914 e 1924, os quais foram muito bem sucedidos comercialmente.
O personagem de Za La Mort, um apache parisiense, era instável ao longo da série. A cultura parisiense da Belle Époque, entre o final do Século XIX e o início da Primeira Guerra Mundial, teve entre seus marcos as gangues do submundo conhecidas como “Les Apaches”, cujo nome deriva do fato de sua suposta selvageria ter sido atribuída, pelos europeus, como comparável às tribos nativas norte-americanas dos Apaches. Em alguns filmes, Za La Mort foi um criminoso cruel, assassino, sedutor, enquanto em outros, ele era romântico, fiel, vingador do submundo, semelhante a Judex, de Louis Feuillade.
A série de Za La Mort principalmente foi definida em um imaginário de Paris, com alguns episódios na América e locais tropicais exóticos. Apesar das inconsistências de enredo e personagem, e principalmente comentários críticos negativos, as exóticas e emocionantes aventuras de Za La Mort capturaram a imaginação do público e Ghione tornou-se uma das estrelas mais reconhecidas do cinema mudo italiano.

## Legado
Considera-se que o filme lançou as bases do bandido estereotipado, que respeita sua própria ética e códigos de honra. Tal influência é perceptível nos filmes de Sergio Leone, por exemplo, onde os protagonistas sempre são conduzidos por suas próprias regras e leis em busca de uma justiça pessoal.